# San Marino a 2020. évi nyári olimpiai játékokon
San Marino a japán Tokióban megrendezett 2020. évi nyári olimpiai játékok egyik részt vevő nemzete volt. Az országot az olimpián 4 sportágban 5 sportoló képviselte, akik összesen 3 érmet szereztek.

## Érmesek
| Érem  | Versenyző                           | Sportág       | Versenyszám              |
| ----- | ----------------------------------- | ------------- | ------------------------ |
| Ezüst | Gian Marco Berti Alessandra Perilli | Sportlövészet | Vegyes csapat trap       |
| Bronz | Myles Amine                         | Birkózás      | Férfi szabadfogás, 86 kg |
| Bronz | Alessandra Perilli                  | Sportlövészet | Női trap                 |

## Birkózás
Férfi
Szabadfogású
| Versenyző   | Versenyszám | Nyolcaddöntő                  | Negyeddöntő               | Elődöntő          | Vigaszág elődöntő        | Bronz- mérkőzés          | Döntő             | Helyezés |
| Versenyző   | Versenyszám | Ellenfél Eredmény             | Ellenfél Eredmény         | Ellenfél Eredmény | Ellenfél Eredmény        | Ellenfél Eredmény        | Ellenfél Eredmény | Helyezés |
| ----------- | ----------- | ----------------------------- | ------------------------- | ----------------- | ------------------------ | ------------------------ | ----------------- | -------- |
| Myles Amine | 86 kg       | Carlos Izquierdo (COL) · 12–2 | David Taylor (USA) · 2–12 |                   | Ali Shabanau (BLR) · 2–0 | Deepak Punia (IND) · 4–2 |                   |          |

## Cselgáncs
Férfi
| Versenyző       | Versenyszám | Selejtező         | 32-es főtábla                       | Nyolcaddöntő      | Negyeddöntő       | Elődöntő          | Vigaszág elődöntő | Bronz- mérkőzés   | Döntő             | Helyezés |
| Versenyző       | Versenyszám | Ellenfél Eredmény | Ellenfél Eredmény                   | Ellenfél Eredmény | Ellenfél Eredmény | Ellenfél Eredmény | Ellenfél Eredmény | Ellenfél Eredmény | Ellenfél Eredmény | Helyezés |
| --------------- | ----------- | ----------------- | ----------------------------------- | ----------------- | ----------------- | ----------------- | ----------------- | ----------------- | ----------------- | -------- |
| Paolo Persoglia | Középsúly   |                   | Noël van 't End (NED) · 00(0)–10(0) | kiesett           | kiesett           | kiesett           | kiesett           | kiesett           | kiesett           | 17.      |

## Sportlövészet
Férfi
| Versenyző        | Versenyszám | Selejtező | Selejtező | Döntő   | Döntő    |
| Versenyző        | Versenyszám | Pont      | Helyezés  | Pont    | Helyezés |
| ---------------- | ----------- | --------- | --------- | ------- | -------- |
| Gian Marco Berti | Trap        | 121       | 18.       | kiesett | kiesett  |

Női
| Versenyző          | Versenyszám | Selejtező | Selejtező | Döntő | Döntő    |
| Versenyző          | Versenyszám | Pont      | Helyezés  | Pont  | Helyezés |
| ------------------ | ----------- | --------- | --------- | ----- | -------- |
| Alessandra Perilli | Trap        | 122       | 2.        | 29    |          |

Vegyes
| Versenyző                           | Versenyszám | Selejtező | Selejtező | Döntő                                                           | Döntő    |
| Versenyző                           | Versenyszám | Pont      | Helyezés  | Pont                                                            | Helyezés |
| ----------------------------------- | ----------- | --------- | --------- | --------------------------------------------------------------- | -------- |
| Gian Marco Berti Alessandra Perilli | Trap        | 148       | 2.        | Spanyolország (ESP) · Alberto Fernández · Fátima Gálvez · 40–41 |          |

## Úszás
Női
| Versenyző       | Versenyszám  | Előfutam | Előfutam | Előfutam | Döntő   | Döntő    |
| Versenyző       | Versenyszám  | Idő      | Hely.    | Össz.    | Idő     | Helyezés |
| --------------- | ------------ | -------- | -------- | -------- | ------- | -------- |
| Arianna Valloni | 800 m gyors  | 8:54,78  | 6.       | 29.      | kiesett | kiesett  |
| Arianna Valloni | 1500 m gyors | 16:54,64 | 2.       | 32.      | kiesett | kiesett  |